# Leirenshof

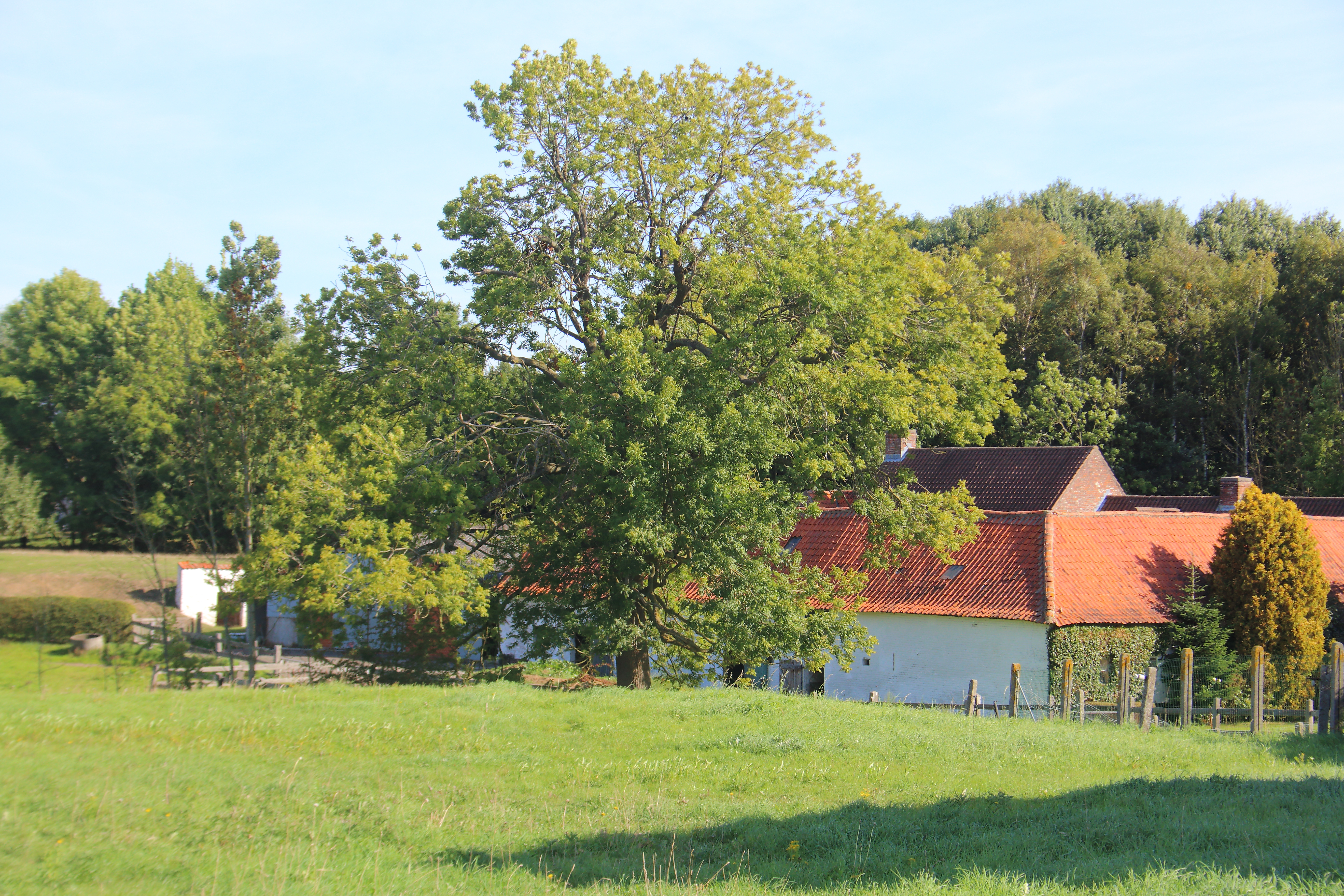
Leirenshof, vroegere kasteelhoeve van het Egmontkasteel

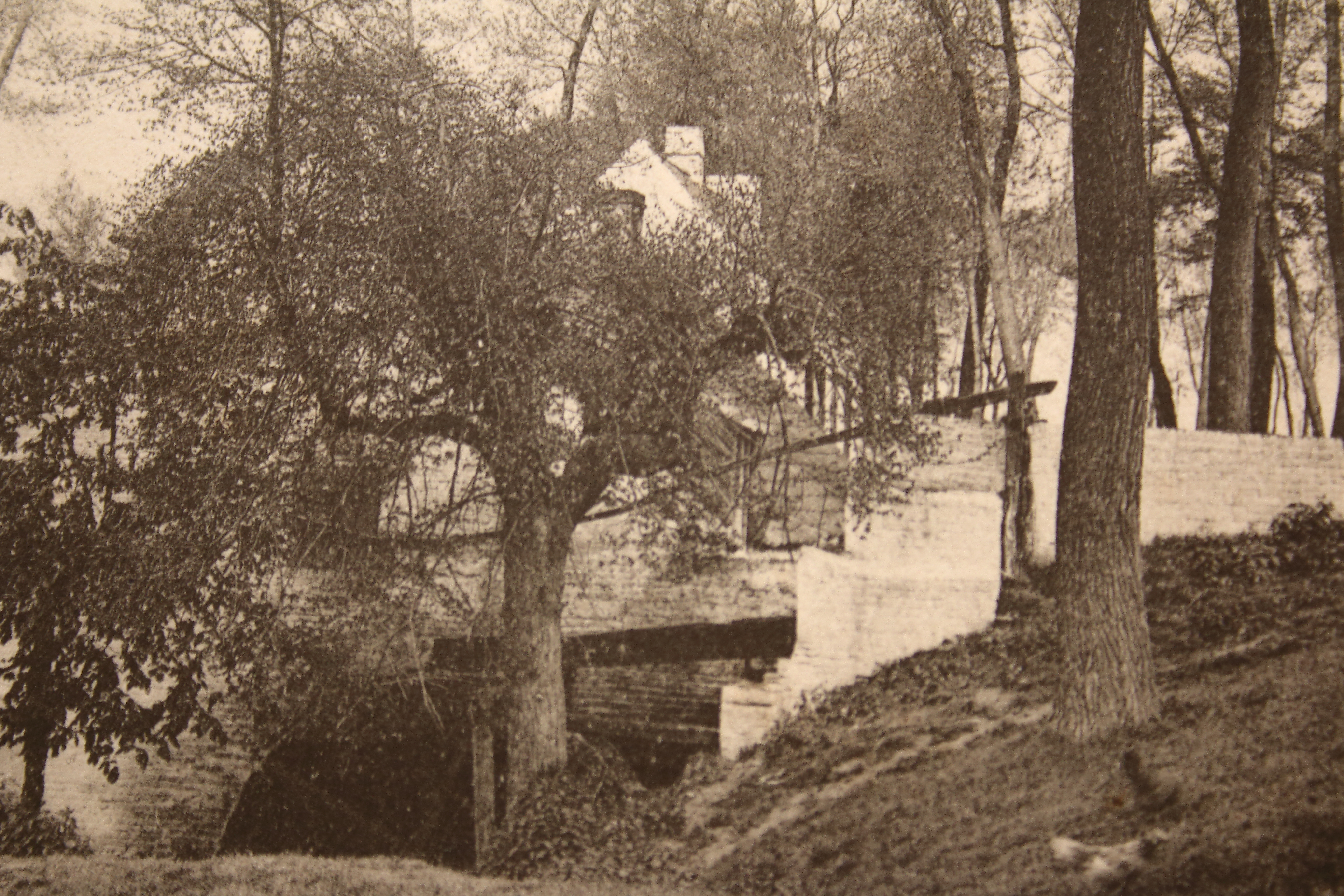
oude prentbriefkaart Leirenshof en Leirensmolen

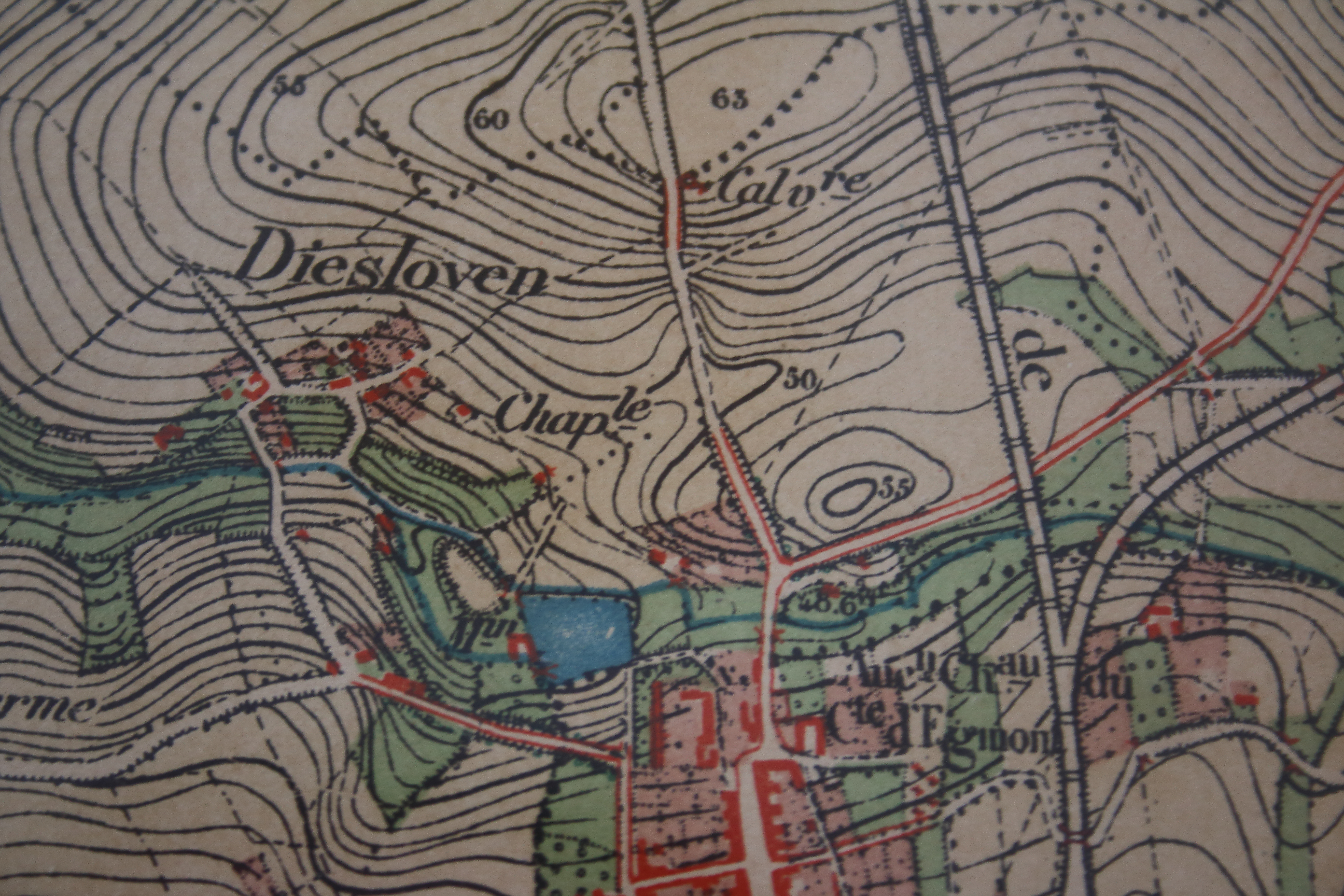
Leirenshof, Leirensmolen en Leirensvijver in 1872

Het Leirenshof (of de Kasteelhoeve) is een historische hoeve in Strijpen, deelgemeente van de Belgische stad Zottegem.
De hoeve ligt aan de Leirensweg vlak bij de Bettelhovebeek, het Beislovenpark en het Egmontkasteel in het Egmontpark. De hoeve was de kasteelhoeve die afhing van het Egmontkasteel van de Heren van Zottegem. Er hoorde ook een watermolen (Leirensmolen) bij. Hoeve en molen bestonden al in 1429 en werden later samen met het Egmontkasteel eigendom van Lamoraal van Egmont. De naam Leire komt van een verbastering van de voornaam van voormalig bewoner-molenaar Hilaire Vanderstockt. In de loop van de negentiende eeuw werden de oorspronkelijke gebouwen, met uitzondering van het woonhuis op het zuidoosten, verbouwd en aangepast. De gebouwen zijn gesitueerd tussen het talud van het hoger gelegen stuk weiland. De oudste nog bewaarde kern bestaat uit een eenlaagse bepleisterde bakstenen uitbouw – het voormalige molenhuis – die aansluit bij een hoger opgetrokken woongedeelte. De zadeldaken van de meeste hoevegebouwen zijn nog met pannen bedekt. Van de vroegere watermolen blijft alleen nog het metselwerk bewaard waarin het molenrad was geplaatst. In het zuidoosten ligt het opgehoogde terrein waar zich vroeger de molenvijver (Leirensvijver) bevond. Die vijver deed dienst als spaarbekken voor de molen, met een spui (Leirens spei). De Leirensmolen en molenvijver verdwenen omstreeks 1950. De site omvat verder ook een platform langs de Bettelhovebeek waarin een bakstenen overwelfde kelder is ingegraven. Dit gewelfde woonplatform  van  een omgrachte site werd  als  aardappelkelder  van  de hoeve gebruikt, maar zijn oudere kern wordt in verband gebracht met het bestaan van een vroegere ijskelder. De site met walgracht is  de  mogelijke verblijfplaats van de 'heren van Benselhove' (Beisloven) . De feodale Heren van Benselhove (Beisloven) bezaten een domein westwaarts van het Leirenshof, dat ook het Hof van Meyersdorpe (het latere Coninckxhof (Koningshof)) omvatte . Het Leirenshof en de omgeving ervan zijn als dorpsgezicht beschermd sinds 1995.

## Afbeeldingen

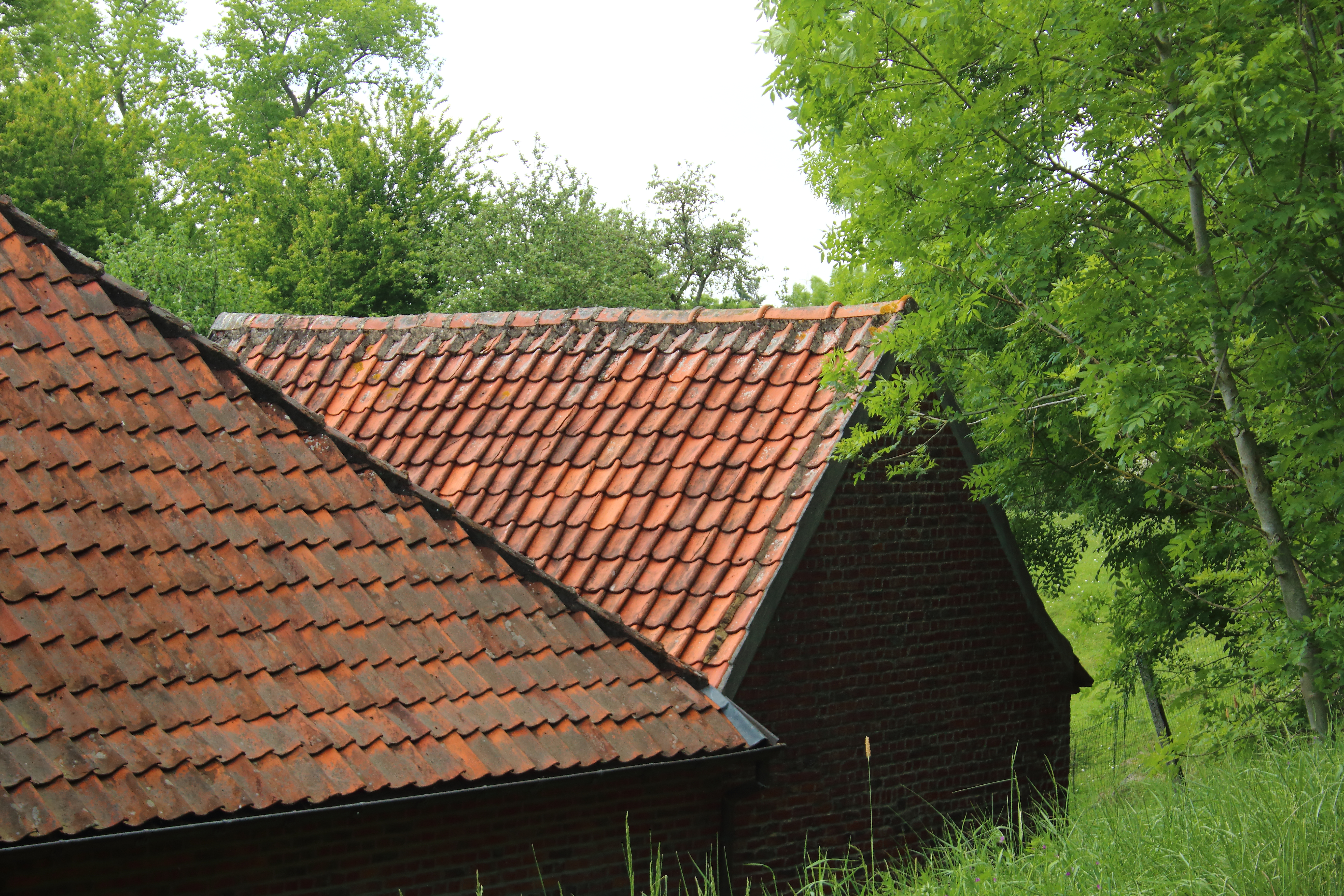
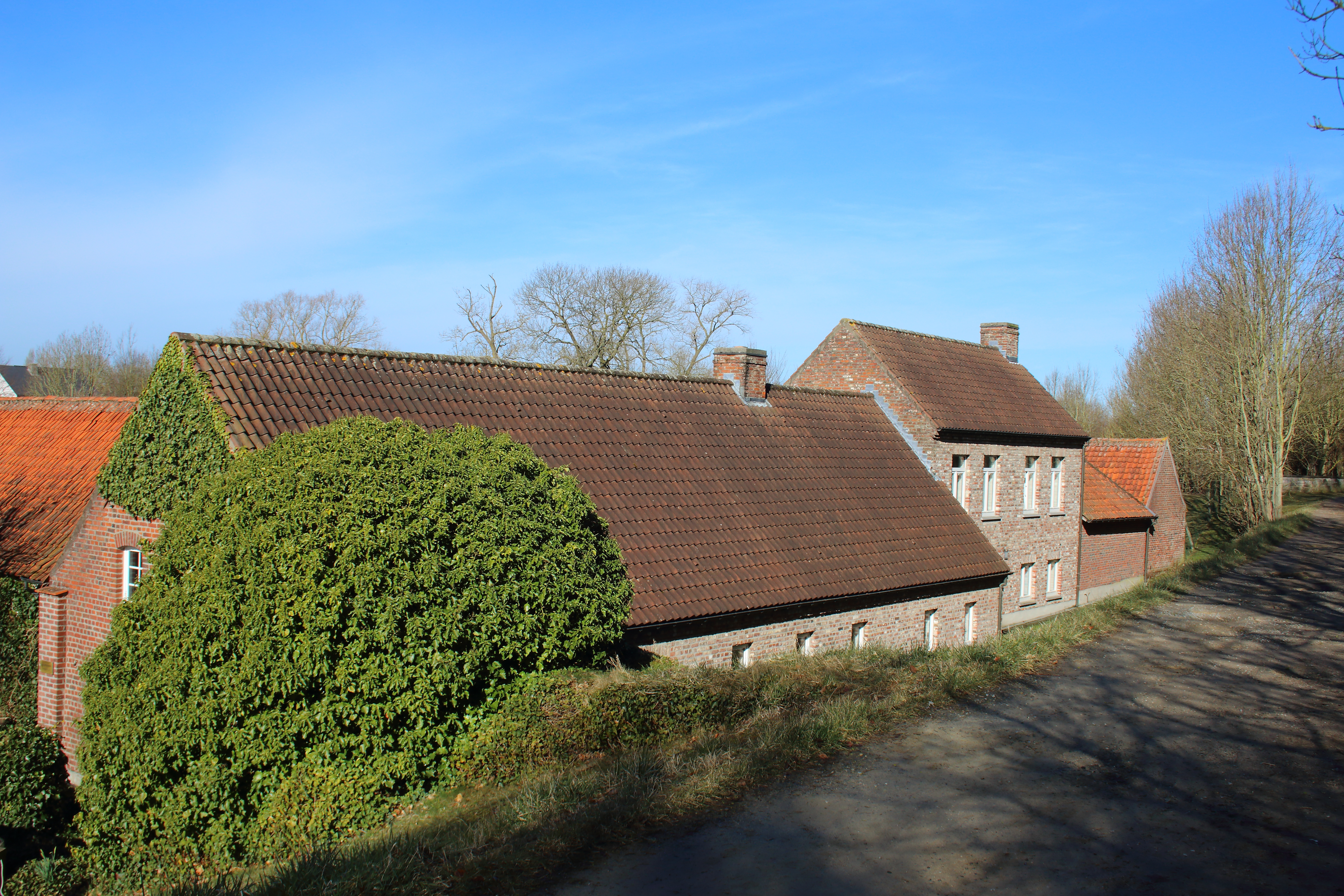
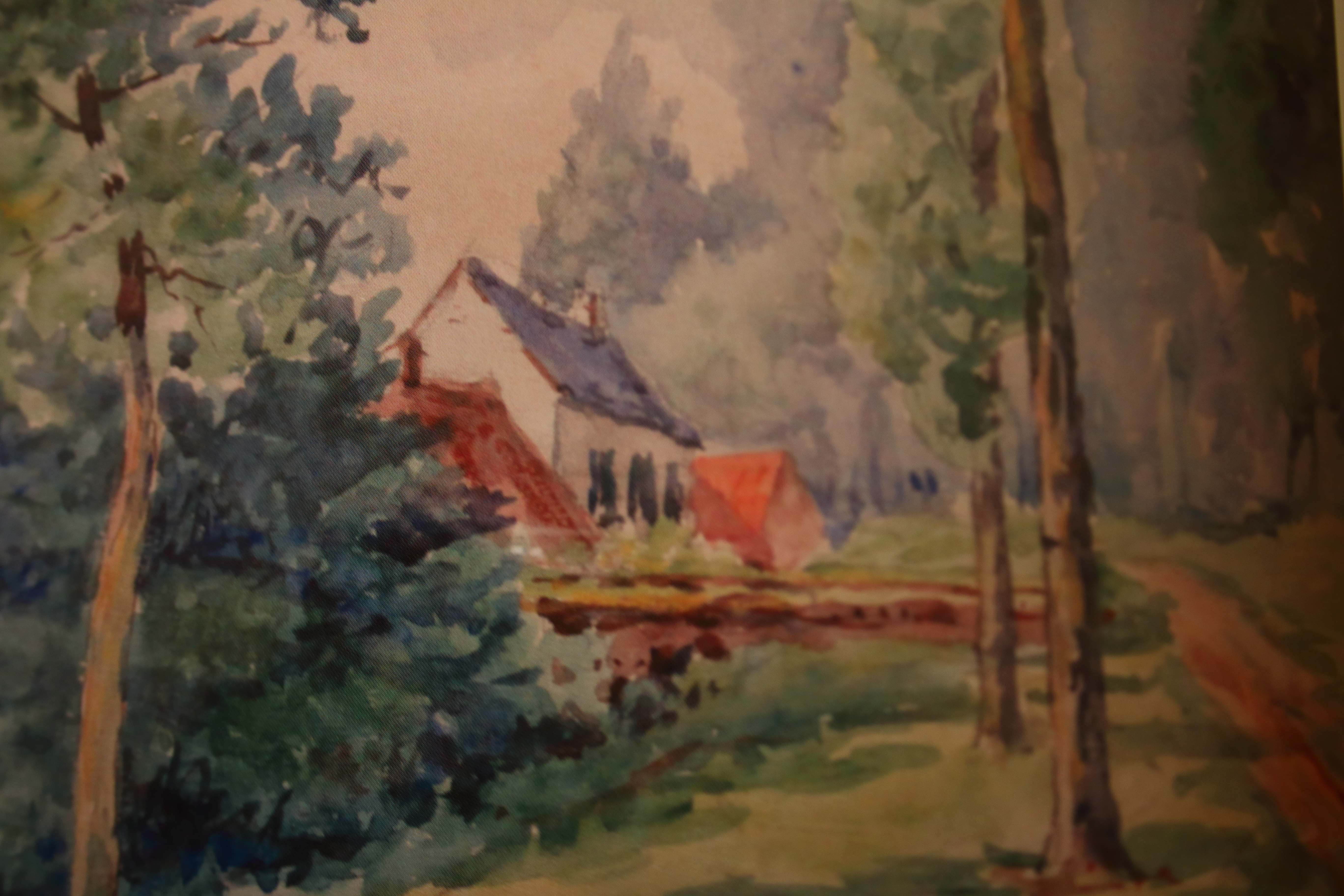
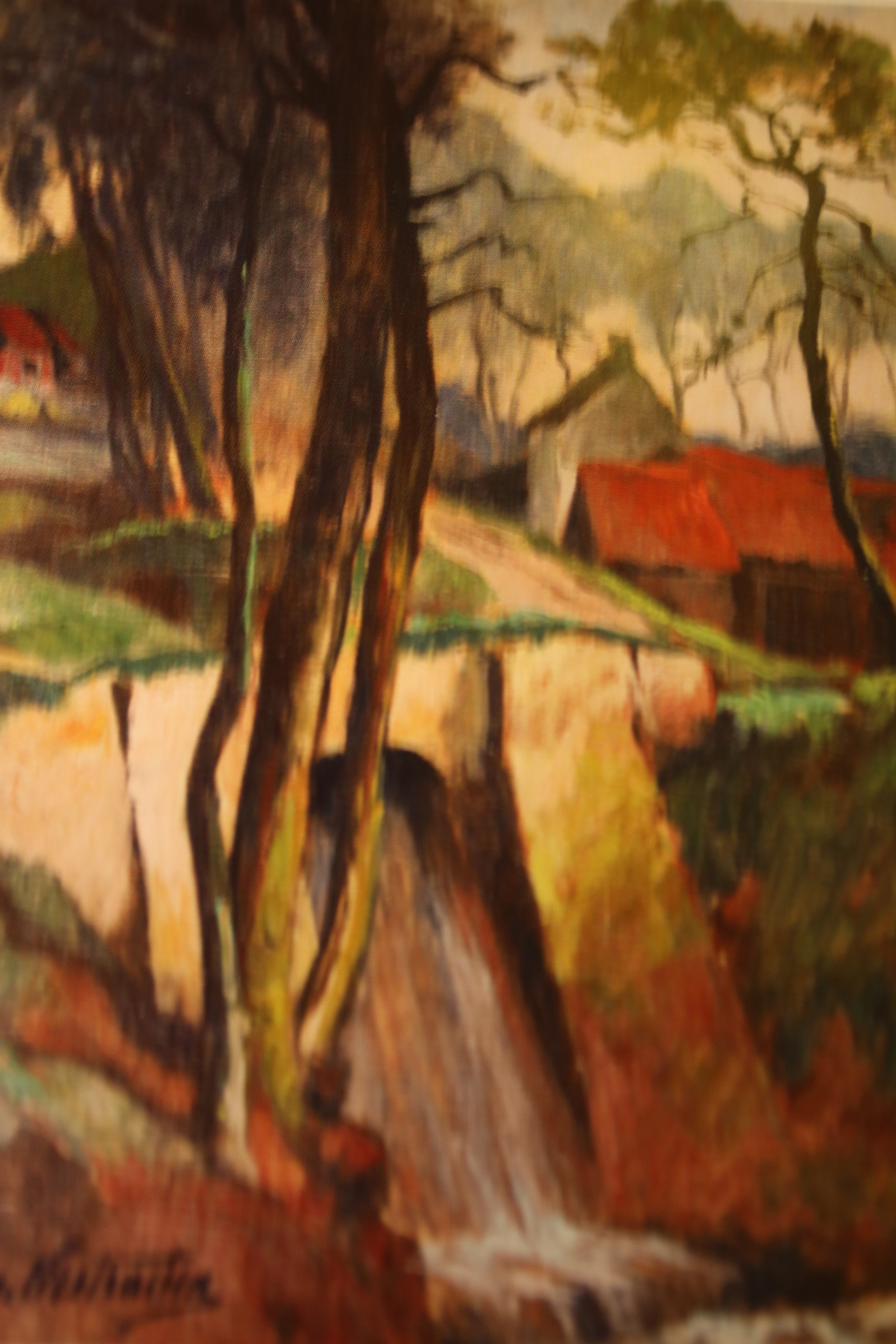
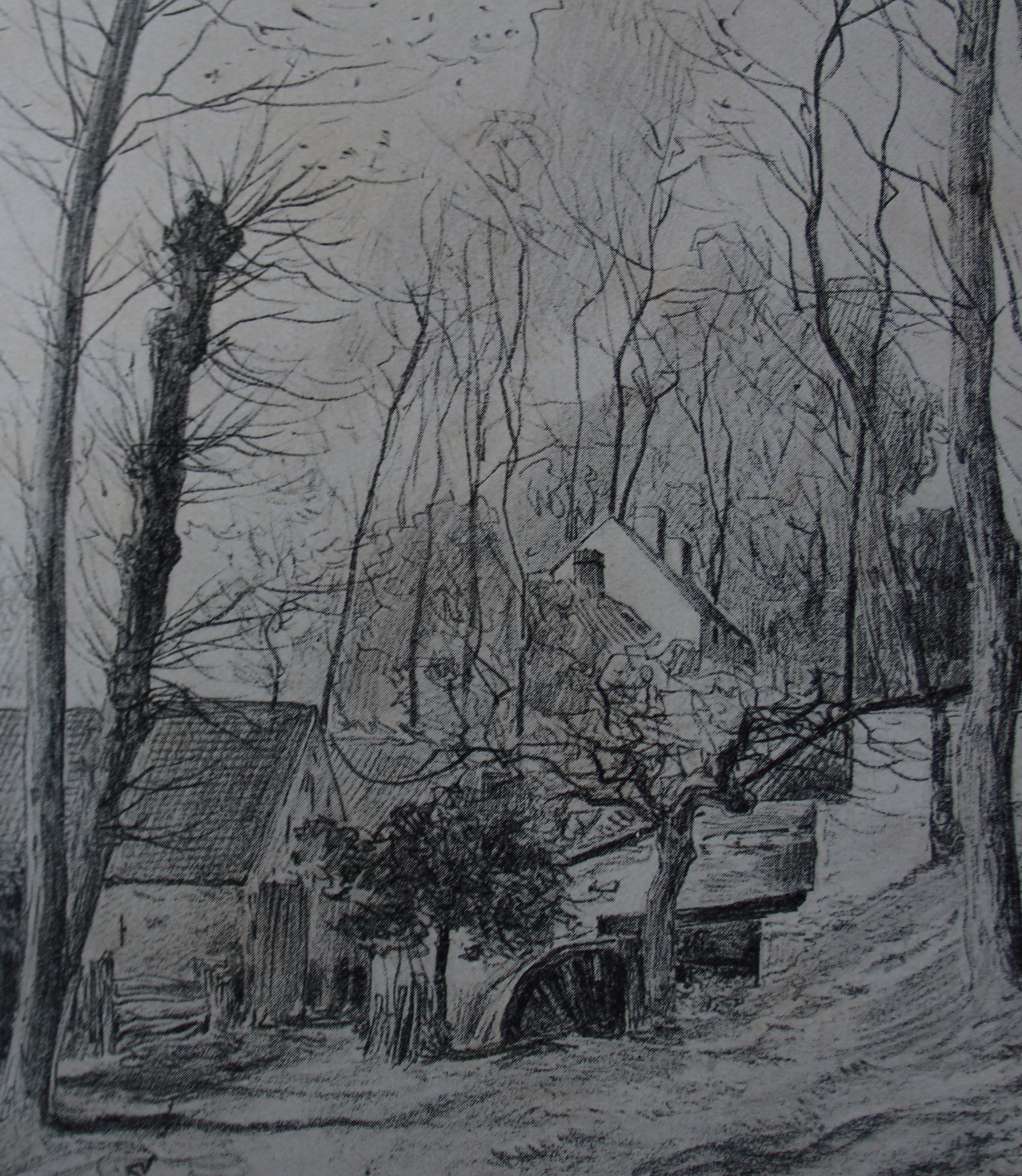
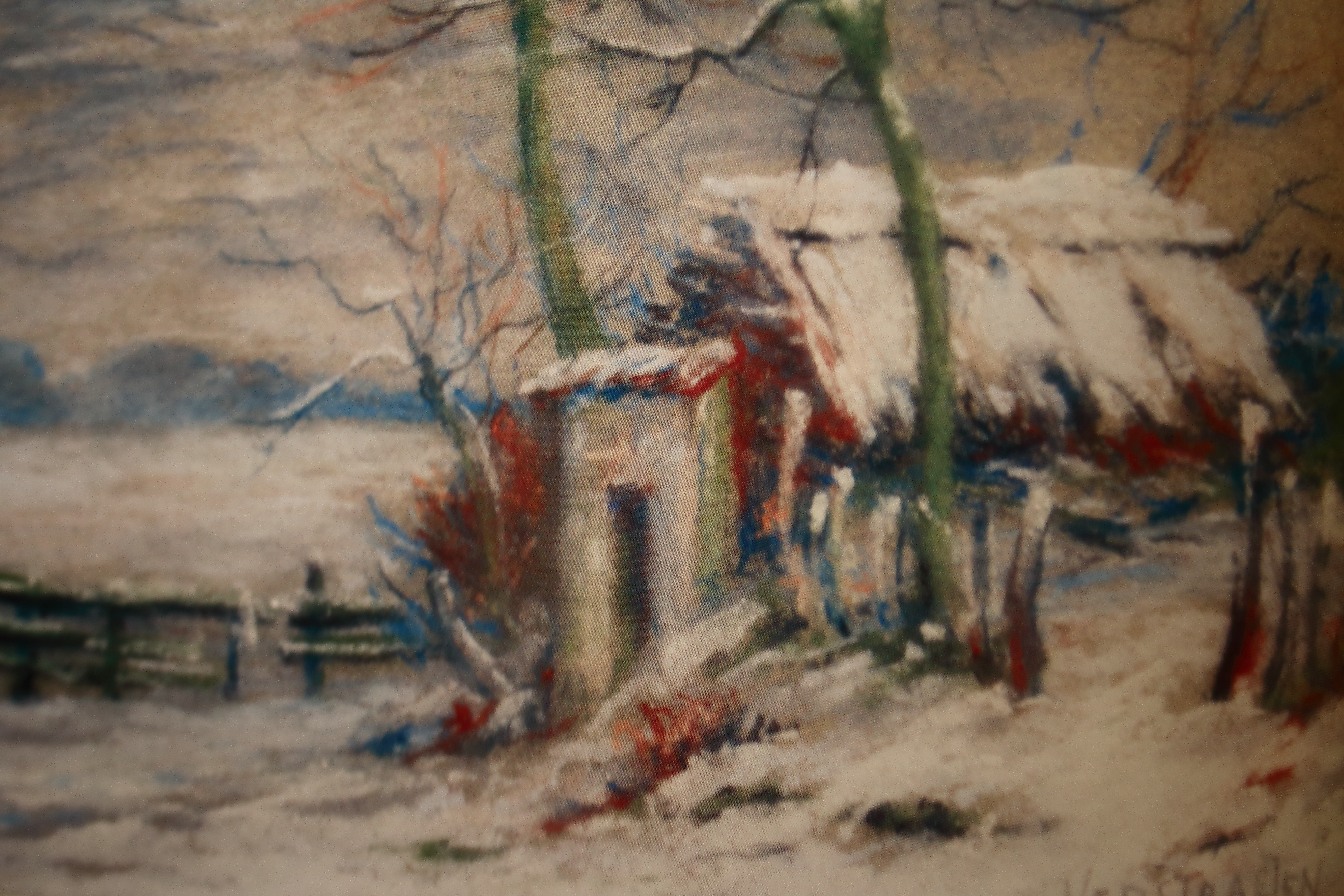
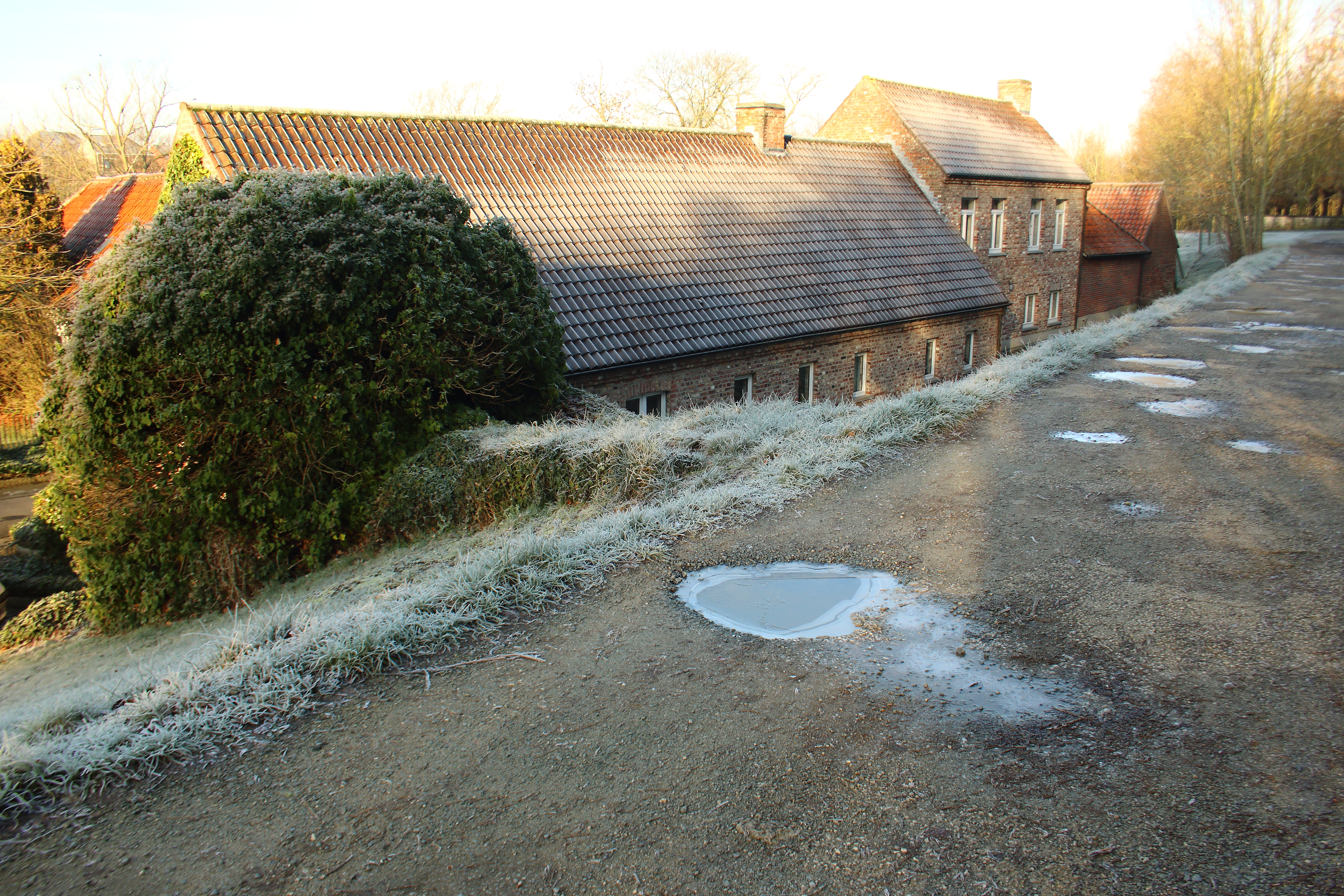
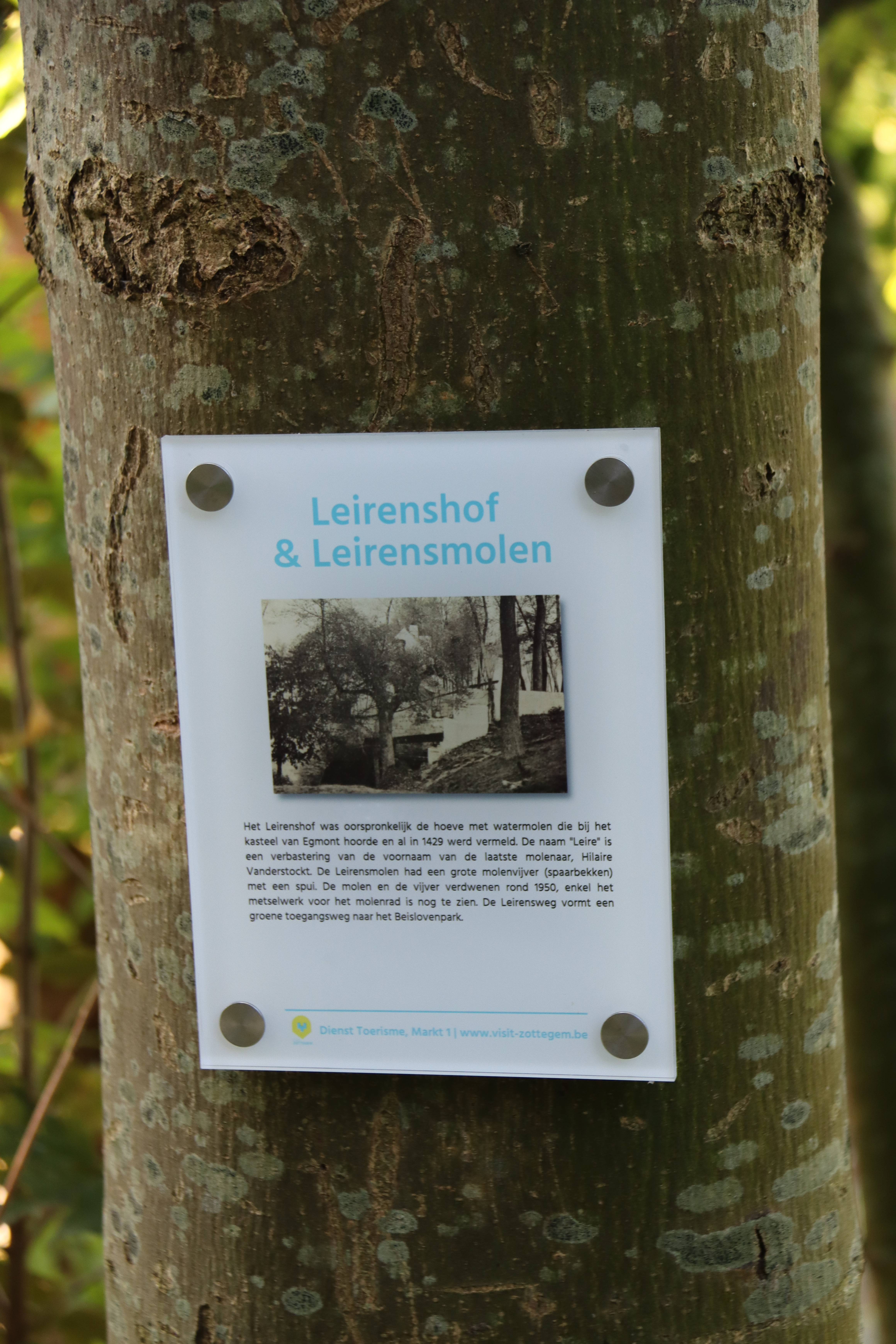